# Kufajlun
Kufajlun (arab. قفيلون) – wieś w Syrii, w muhafazie Hama. W 2004 roku liczyła 501 mieszkańców.